# Frauenhandel

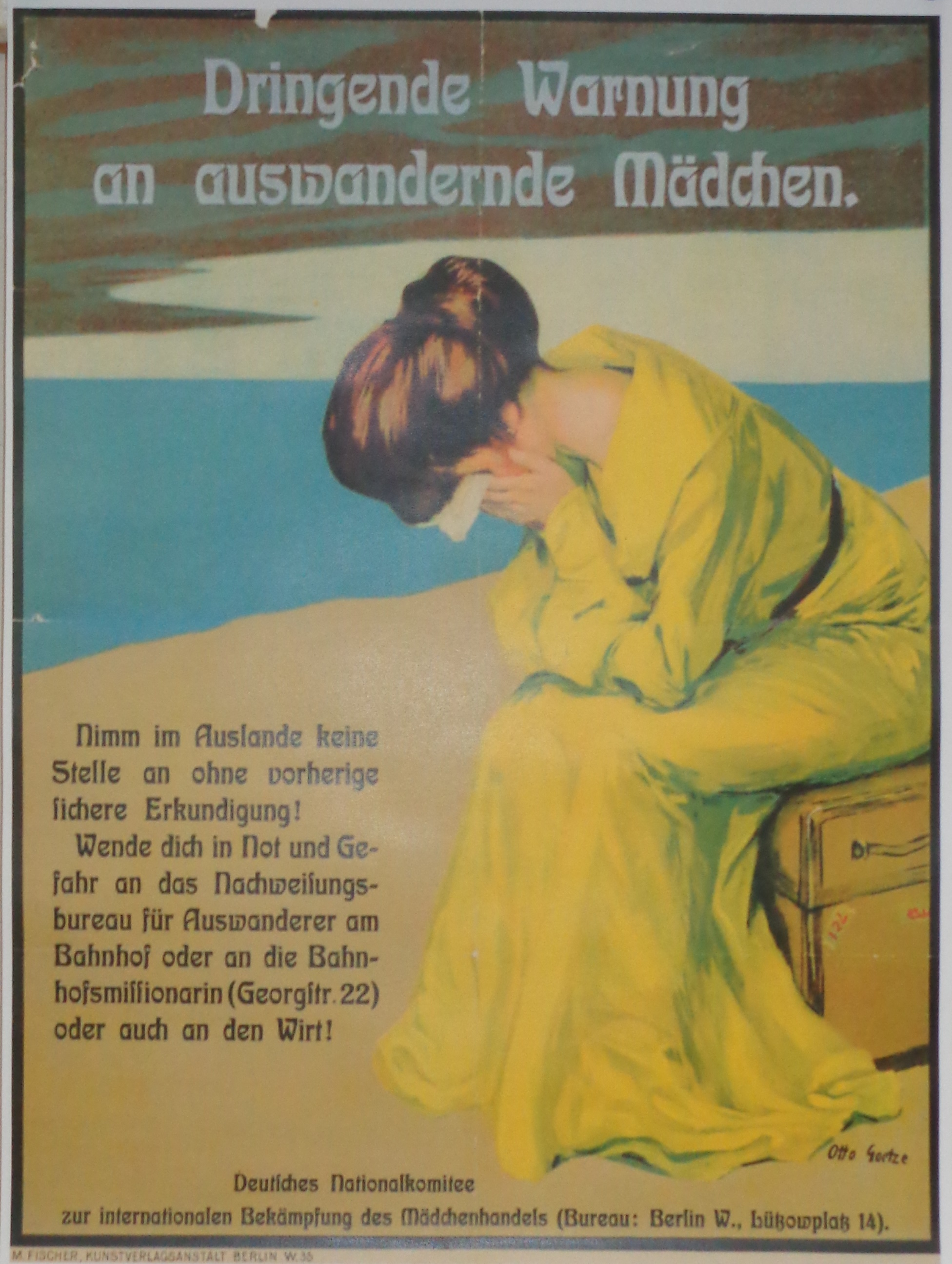
Warnplakat für Ausreisende in die USA, etwa 1900–1910.

Mit Frauenhandel wird der Menschenhandel speziell von Frauen bezeichnet, also die gewinnorientierte und oft organisierte Verschleppung oder Schleppung. Ein besonderer Erschwerungsfall ist der Mädchenhandel, eine Form des Kinderhandels. Zwecke sind meist Ausbeutung der Arbeitskraft, was in Richtung der Sklaverei geht, sexuelle Ausbeutung (Zwangsprostitution), aber auch Ehevermittlung und Zwangsverheiratung.

## Begriff und Debatte
Der Begriff Frauenhandel ist heute im Unterschied zum Begriff des Menschenhandels eher ein politischer denn ein rechtlicher Begriff, entspricht aber der bis vor einigen Jahren gültigen rechtlichen Definition von Krimineller Menschenhandel in den meisten europäischen Ländern, die erst in den späten 1990er Jahren bzw. Anfang der 2000er Jahre über den Menschenhandel zum Zweck der Prostitution hinaus zu einer allgemeineren, alle Menschen betreffenden Definition erweitert wurde. Laut den auf Frauenrechte spezialisierten Nichtregierungsorganisationen sei dieser Bereich von Menschenrechtsverletzungen, bei denen vor allem Frauen zu den Opfern zählen, von den Menschenrechtsorganisationen, aber auch der internationalen Gemeinschaft und den Regierungen der „Zielländer“ des Frauenhandels lange Zeit vernachlässigt worden.
In theoretischer Hinsicht wird diskutiert, ob das Phänomen des Frauenhandels eher unter Bezugnahme auf Gendertheorien, Theorien der organisierten Kriminalität oder mikroökonomische Theorien der Nutzenmaximierung zu analysieren ist: In einigen Ländern wie China, Kambodscha und Thailand trägt die traditionelle Sohnpräferenz zur Verbreitung des Handels bei. In vielen Gebieten geht es bis heute um die Verheiratung möglichst minderjähriger Mädchen. Aber auch im Kontext der Arbeitskraft und der Prostitution sind die wirtschaftlichen Interessen der Frauen selbst nicht zu ignorieren, Herkunftsgebiete sind meist wirtschaftlich desolate Regionen. Daher ist der Begriff des Frauenhandels als solches schwer von reiner Schleusung zu trennen (Menschenschmuggel).
Eine weitere Problematik ist daher die Umsetzung von Schutzbestimmungen und die rechtliche Verfolgung: Die von aufgedeckten Fällen betroffenen Frauen werden meist trotzdem, da illegal eingereist, grundsätzlich sofort wieder abgeschoben – es sei denn, es gibt ein Interesse der Behörden an der Verwertbarkeit ihrer Aussagen; in diesem Fall werden sie nach Prozessende ausgewiesen. Diese Vorgehensweise führt also dazu, dass alle auch nur teilweise unter eigener Einwilligung verschleppten Frauen den Frauenhandel als Vorgang unterstützen – oft alleine wegen der Vorspiegelung falscher Tatsachen im Zielgebiet durch die Schlepper. Wie viele Migranten haben die Frauen die Brücken hinter sich abgebrochen.

## Geschichte

### Europa der späteren Neuzeit

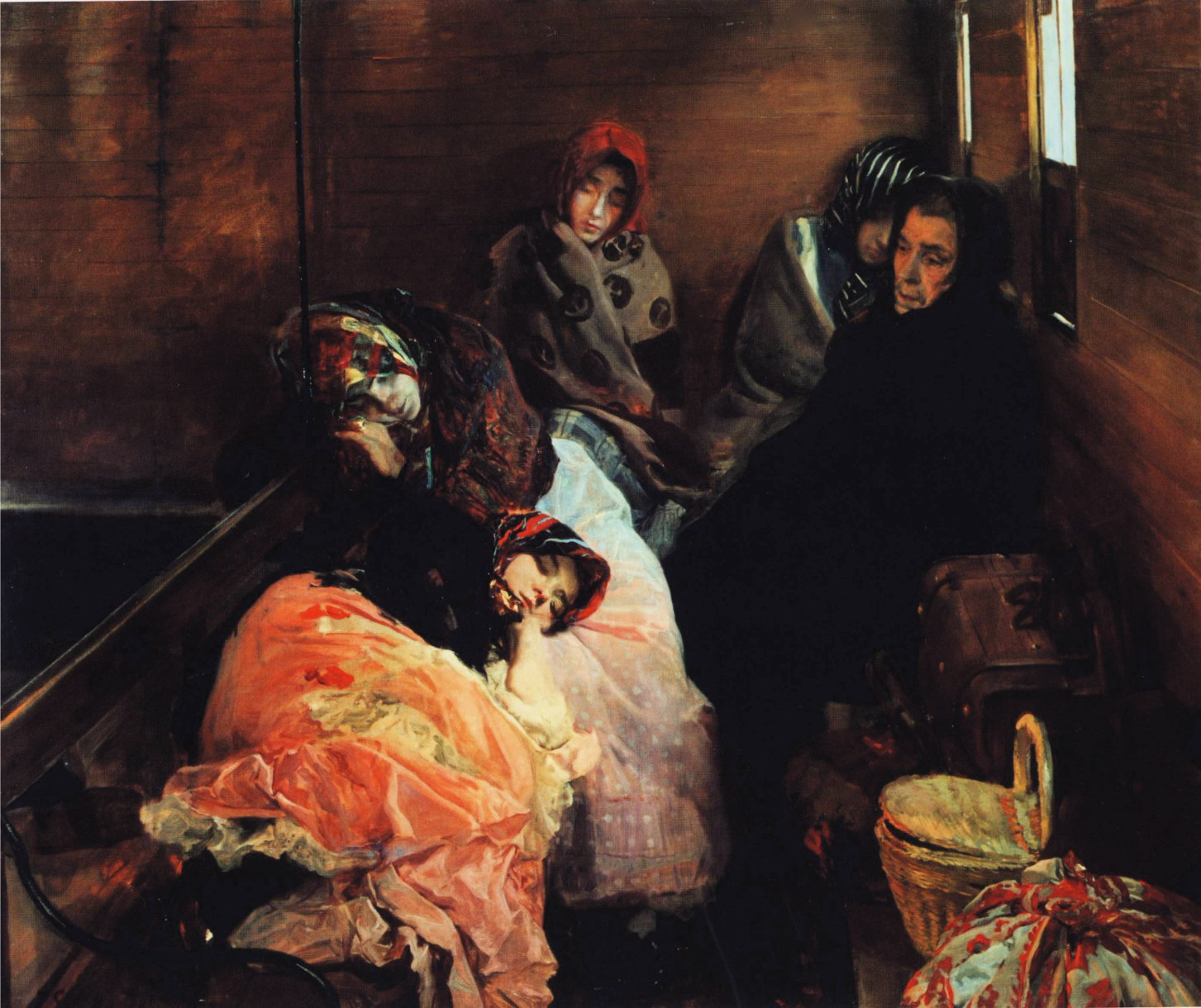
Joaquín Sorolla: Weiße Sklaverei. 1894, Öl auf Leinwand, 166,5 × 195 cm, Museo Sorolla, Madrid. Eine Zuhälterin – die Celestina – begleitet vier Frauen.

Der Frauenhandel, der schon immer in verschiedensten Formen existierte, breitete sich mit der Abschaffung der Sklaverei, den gesellschaftlichen Modernisierungsprozessen infolge der Urbanisierung und vor allem mit der Entwicklung von Telegrafie und Dampfschifffahrt seit etwa 1860 international und interkontinental aus. In England wurde dafür der Begriff White Slavery geprägt, weil oft weiße Frauen in die ehemaligen Kolonialgebiete verschleppt wurden. Vor allem waren es passlose, oft jüdische Frauen aus Osteuropa, Österreich-Ungarn, aber auch aus armen Gegenden in Deutschland, die nach Amerika (vor allem Argentinien, Uruguay) und in den Nahen- und Mittleren Osten verschleppt oder unter falschen Versprechungen – etwa unter Inaussichtstellung eines Arbeitsplatzes bei einer Revuetruppe oder Musikkapelle – dorthin gelockt wurden. Daran war die Organisation Zwi Migdal beteiligt.
Die Schlepper wie die Bordellbesitzer entstammten jedoch oft den gleichen Regionen und Kulturkreisen wie ihre Opfer.
Die Abgrenzung zur freiwilligen Auswanderung ist allerdings schwierig, eine quantitative Abschätzung unmöglich. Oft wurden wirtschaftliche und gesetzliche Zwangslagen der Opfer ausgenutzt. So war ein Umzug aus den ländlichen Gettos des Ansiedlungsrayons in Städte wie Moskau oder St. Petersburg Jüdinnen in Russland offiziell nur erlaubt, wenn sie sich als Prostituierte registrieren ließen.
Beschleunigt wurde die Ausbreitung des Frauenhandels nach dem Ersten Weltkrieg durch die Verelendung großer Teile der Bevölkerung des ehemaligen Österreich-Ungarns sowie durch eine weitere Globalisierungswelle infolge der Öffnung des Panamakanals. Überdurchschnittlich häufig waren seither auch Angehörige (halb-)kolonisierter Nationen, z. B. Chinesen bzw. Auslandschinesen, unter den Tätern und Opfern zu finden.
Seit den 1860er Jahren gab es die ersten bilateralen zwischenstaatlichen Abkommen zur Verhinderung des Frauenhandels (z. B. 1866 zwischen Belgien und den Niederlanden, 1889 zwischen den Niederlanden und dem Deutschen Reich). Die Schutzkonventionen bezogen sich zunächst nur auf minderjährige Frauen (Mädchenhandel).
In der Habsburgermonarchie nahm er solche Ausmaße an, dass das k.u.k. Ministerium des Äußeren 1887 Maßregeln zur Hintanhaltung des Handels mit österreichischen und ungarischen Mädchen nach Südamerika auflegte, die ersten Anti-Frauenhandel-Gesetze abseits der Sklaverei-Problematik.
Die Österreichische Liga zur Bekämpfung des Mädchenhandels entstand 1902. Im Königreich Italien war es Raniero Paulucci de Calboli, der 1902 La tratta delle ragazze italiane und 1909 in Paris Larmes et sourires de l’émigration italienne veröffentlichte.
In Deutschland spielte Bertha Pappenheim eine zentrale Rolle im Kampf gegen den Frauenhandel. Sie engagierte sich seit etwa 1898 in Frankfurt für dessen Opfer, bei denen es sich vor allem um die diskriminierten und bedrohten Jüdinnen in Galizien, Russland und dem Balkan handelte. Mehrfach reiste Pappenheim in die betroffenen Gebiete, um sich dort über den Mädchenhandel zu informieren und veröffentlichte ihre Ergebnisse in mehreren Büchern. Dabei verhehlte sie nie die große Rolle, die jüdische Frauenhändler bei dem Verbrechen spielen. Sie leistete auch praktische Unterstützung vor Ort und organisierte Aktionen an den Bahnhöfen, wo sie die ankommenden gutgläubigen jungen Frauen vor den drohenden Gefahren warnte. Im Jahr 1901 gründete sie den Verein Weibliche Fürsorge, der aus Osteuropa geflüchtete Mädchen unterstützte. Ein Jahr später fand in Frankfurt die erste Konferenz zur Bekämpfung des Mädchenhandels statt.
Das Internationale Übereinkommen zur Bekämpfung des Mädchenhandels vom 4. Mai 1910 verpflichtet seine Mitgliedsstaaten (Stand 1989: 71 Vertragsstaaten) dazu, die Verführung weiblicher Minderjähriger zur Prostitution sowie die erzwungene Prostitution in ihren Ländern unter Strafe zu stellen. Auf internationaler Ebene wurde am 30. September 1921 in Genf die Internationale Übereinkunft zur Unterdrückung des Frauen- und Kinderhandels geschlossen, das den Frauen- und Kinderhandel eindämmen sollte; das Schutzalter wurde auf 21 Jahre erhöht. Diese Unterscheidung zwischen minderjährigen und volljährigen Frauen wurde 1933 aufgehoben. Nach dem Zweiten Weltkrieg entstand die Konvention zur Unterbindung des Menschenhandels und der Ausnutzung der Prostitution anderer (in Kraft getreten 1951) – ein umstrittenes Abkommen, das auch die freiwillige Prostitution umfasst und von Deutschland nicht ratifiziert wurde. Die bis heute andauernde Vielfalt nationaler Rechtsnormen ist verwirrend und erschwert die Strafverfolgung.

### Globalisierung
Einen neuen Schub bekam der Frauenhandel im Zuge der Globalisierung des späteren 20. Jahrhunderts, in dem sich viele Regionalformen und lokale Akteure weltweit verbreiteten.
Die Dunkelziffern sind bis heute enorm hoch, das Gewerbe wächst noch immer schnell. Nach Angaben der UNO werden weltweit jährlich 700.000 Frauen verschleppt und zur Prostitution gezwungen, nach einem UN-Bericht aus dem Jahr 1999 sollte es in Westeuropa jährlich 500.000 Opfer von Menschenhandel geben, wohl großteils Frauen, weil der Arbeitskräftehandel hier kaum eine Rolle spielt. In Deutschland beispielsweise gab es 2005 jedoch nur 317 abgeschlossene Verfahren mit 642 nachgewiesenen Opfern von Menschenhandel. Die Gewinnabschöpfung in 23 Fällen brachte eine Summe von 1.160.000 Euro ein.

## Nationales

### Deutschland
In Deutschland spielt heute der Handel mit Frauen und Mädchen aus Osteuropa, dem Baltikum und dem Balkan, Afrika, Ost- und Südostasien sowie Lateinamerika eine Rolle.
Weitere Zielländer sind Tschechien, Italien, Niederlande, Türkei, die Vereinigten Arabischen Emirate (insbesondere das Emirat Dubai), Israel, Spanien und Frankreich, andere Herkunftsländer China, Kambodscha und Myanmar.
Das Hilfetelefon „Gewalt gegen Frauen“ startete im März 2013 und ist beim Bundesamt für Familie und zivilgesellschaftliche Aufgaben angesiedelt. Qualifizierte Beraterinnen stehen von Gewalt betroffenen Frauen unter der Rufnummer 116 016 und online über eine Website kostenfrei und rund um die Uhr zur Seite und zu allen Formen von Gewalt u. a. auch zum Thema Menschenhandel. Betroffene, Fachkräfte und Personen aus dem sozialen Umfeld werden anonym, vertraulich, barrierefrei und in 18 Fremdsprachen beraten. Das Hilfetelefon biete psychosoziale Erstberatung sowie Krisenintervention an und vermittelt auf Wunsch an Unterstützungseinrichtungen vor Ort weiter.
Der Verein Ban Ying ist eine Koordinations- und Fachberatungsstelle gegen Menschenhandel. Er setzt sich sowohl für die Rechte von Migrantinnen ein, die Erfahrungen von Gewalt, Ausbeutung oder Menschenhandel gemacht haben, als auch für deren Umfeld.

### Österreich
2017 meldete orf.at die Ausforschung und Verhaftung von neun Mitgliedern eines vermutlichen Menschenhändlerrings, der 50 Mädchen von China nach Österreich brachte und zur Prostitution in Laufhäusern zwang.

## Frauenhandel in Literatur und Film
Frauenhandel ist ein verbreitetes Sujet in Literatur und Spielfilm, aber auch Gegenstand vieler Dokumentationen.
- Mädchenhandel – Eine internationale Gefahr (Spielfilm, Deutschland 1926/27), Regie: Jaap Speyer
- La tratta delle bianche (Spielfilm, Italien 1952), Regie: Luigi Comencini
- Human Trafficking – Menschenhandel (Thriller, USA / Kanada 2005)
- Matrioshki – Mädchenhändler (TV-Serie, Belgien 2005–2007).
- 24 (TV-Serie, USA 2006). In der fünften Staffel, Episode 7, verkörpert Angela Sarafyan eine junge Ukrainerin, die von Frauenhändlern in die USA verschleppt wurde.
- Trade – Willkommen in Amerika (Spielfilm 2007)
- 96 Hours (Spielfilm, USA, 2008). In der Haupthandlung des Films wird die 17-jährige Kim (verkörpert von Maggie Grace) mit einer Freundin von einem albanischen Menschhändlerring entführt. Kims Vater, ein ehemaliger Agent (dargestellt von Liam Neeson), versucht sie zu retten.
- Whistleblower – In gefährlicher Mission
- Eden (Spielfilm, USA, 2012), Regie: Megan Griffiths. In Las Vegas wird die junge Hyun Lae (dargestellt von Jamie Chung) von Frauenhändlern entführt. Gemeinsam mit dutzenden weiteren Mädchen wird sie in einem Versteck gefangen gehalten und zur Prostitution gezwungen.
- Carga (Spielfilm, Portugal 2018), Regie: Bruno Gascon
- I Am All Girls (Spielfilm, Südafrika, 2021), Regie: Donovan Marsh